# 練馬区立中村中学校
練馬区立中村中学校（ねりまくりつ なかむらちゅうがっこう）は東京都練馬区中村南一丁目にある公立中学校。2019年(令和元年)5月時点の生徒数は17学級522名（特別支援学級含む）。 

## 沿革
学校教育法の施行にともなって練馬区で開設された中学校13校の1つ。
- 1947年（昭和22年）
  - 5月1日 - 板橋区立中村中学校として、東京都立井草高等学校内に開設。
  - 8月1日 - 分区により練馬区が独立。練馬区立練馬東中学校となる。
  - 9月1日 - 校章制定
- 1948年（昭和23年）11月1日 - 東京都立第四商業高等学校内に移転。
- 1950年（昭和25年）
  - 1月15日 - 校歌制定
  - 10月28日 - 現在地に移転。
- 1961年（昭和36年）5月30日 - 体育館兼講堂竣工
- 1970年（昭和45年）7月15日 - プール竣工
- 1971年（昭和46年）2月19日 - 鉄筋校舎に改築
- 1990年（平成2年）4月5日 - 体育館・プール改築竣工

## 施設
校舎は鉄筋コンクリート三階建てで、そのほかに体育館、柏教室がある。体育館の屋根には25mプールが付いており、体育館の横には格技室がある。
校庭は区内有数の面積で野球部、サッカー部、陸上部が同時に活動しても支障をきたさず、また、野球などの都大会や区大会などの会場となることもあるほか、テニスコートが三面ある。

## 特別支援学級
中村中学校には特別支援学級F組があり、普段は通常学級の生徒と同じ校舎にある交流教室で学んでいる。体育館奥にある柏教室は、美術や通常学級と一緒の授業である選択国語の授業で使われる。
交流クラスに入り、通常学級の生徒達と共に交流授業を受けている生徒もいる。運動会、合唱コンクールの前には、交流クラスで体育や音楽の授業を受ける。さらに交流給食などでお互いのコミュニケーションを図っている。その際F組の生徒達はそれぞれの交流学級へ赴いている。宿泊行事や運動会、合唱コンクール、総合学習の時、それぞれの生徒が交流クラスと共に活動し、学校の特色ともなっている。
その他、練馬区内中学校の特別支援学級と合同で、宿泊行事、文化発表会に参加する。合同文化発表会では、通常学級の生徒とF組生徒とが一緒に舞台発表をしている。

## 部活動
運動部11、文化部6の計17部。また、大会などによって緊急結部される臨時の部があり、その中でも水泳部・体操部は全国大会入賞もあった。

## 通学区域
中村橋駅の南方、西武池袋線以南を学区域とする。
- 中村一丁目（5-20）
- 中村二丁目
- 中村三丁目
- 中村南一丁目
- 中村南二丁目
- 中村南三丁目
- 中村北一丁目（12-22）
- 中村北二丁目
- 中村北三丁目
- 中村北四丁目

## 進学前小学校
区立中学校選択制度があり区内の遠方から通学している生徒もいるが、学区指定による小学校は以下の通り。※印は小中一貫教育グループの構成校。
- 中村小学校(※)
- 中村西小学校(※)
- 練馬第三小学校

## 学区内の主な施設
- 中村橋駅
- 富士見中学高等学校

## 交通
- 西武新宿線都立家政駅より徒歩8分
- 関東バス（中25） 中村南スポーツ交流センターバス停より徒歩5分

## 著名な出身者
- 大嶋健太（短距離走選手）
- 鈴木駿輔（プロ野球選手）
- 湯浅洋（実業家、プロデューサー、FreoMotto取締役、元AKB48・SKE48劇場支配人）